# Басіру Канде
Басіру Канде (порт. Baciro Candé, нар. 18 березня 1948, Катіо) — гвінеябісайський футбольний тренер. З 2016 року очолює тренерський штаб національної збірної Гвінеї-Бісау.

## Біографія
Протягом 1980-х професійно грав у футбол, зокрема за португальські «Ештрелу» (Амадора) та «Амору».
Після завершення ігрової кар'єри перейшов на тренерську роботу. Працював на батьківщині на клубному рівні, а 2001 року уперше очолив тренерський штаб національної збірної Гвінеї-Бісау, з якою працював до 2009 року.
Згодом протягом 2009–2016 років тренував «Спортінг» (Бісау), який 2010 року приводив до перемоги у чемпіонаті Гвінеї-Бісау.
2016 року знову став головним тренером збірної Гвінеї-Бісау. Тричі поспіль, у 2017, 2019 та 2021 роках, виводив свою команду до фінальних частин Кубків африканських націй.

## Титули і досягнення

### Як тренера
- Чемпіон Гвінеї-Бісау (1):

«Спортінг» (Бісау): 2010